# Lucie Daouphars
Lucie Daouphars, coneguda com a Lucky (Saint-Maudé, Guiscriff, 14 de juliol de 1922-París, 16 de juliol de 1963) va ser una model de passarel·la francesa.
Als setze anys va casar amb un noi de dinou i van marxar a París. A l'any següent la parella va tenir un fill, però el marit els va abandonar. Daouphars va haver de buscar ocupacions ocasionals, així va ser soldadora en una fàbrica i costurera a domicili.
Per aquesta última activitat va arribar a fer de maniquí per a Jacques Fath. En 1950 va passar a modelar per a la societat Christian Dior S.A. Dior va dir d'ella que era “la moda convertida en espectacle teatral. Segons el seu capritx pot fer una comèdia o un drama d'un vestit”.
En 1958 va abandonar l'activitat professional, fundant el Sindicat de Maniquins de París i creant una escola de models. Ja en 1954 ja havia creat una mutualitat per ajudar a les maniquins necessitades.
Va morir de càncer.